# Chrysobothris acutipennis
Chrysobothris acutipennis es una especie de escarabajo del género Chrysobothris, familia Buprestidae. Fue descrita científicamente por Chevrolat en 1835.
El macho mide de 11.1-15.3 mm, la hembra de 10.4-15.0 mm. Se encuentra desde Texas a Sudamérica. Las larvas se encuentran en Ebenopsis ebano, Leucaena pulverulenta y en Acacia berlandieri.